# Cimarron Strip
Cimarron Strip (br.: Cimarron) é uma série de TV estadunidense do gênero western, exibida entre 1967 e 1968, com apenas 23 episódios (que duravam 90 minutos, cada episòdio era uma longa metragem ). Lembrada por ser uma das mais violentas séries da época, ela foi produzida pelos mesmos responsáveis por Gunsmoke.  O ótimo tema musical foi escrito por Maurice Jarre. A série foi cancelada por ser muita cara, segundo se informou na época.

## Elenco
- Stuart Whitman...Delegado Jim Crown
- Jill Townsend...Dulcey Coopersmith.
- Percy Herbert...MacGregor
- Randy Boone...Francis Wilde.

## Trama
A série conta as aventuras do delegado Jim Crown na cidade de Cimarron, por volta de 1880 (época da guerra com os índios). Ele era responsável por patrulhar um vasto território, na fronteira com o Kansas. A comunidade existiu e ficava próxima do Rio Cimarron em Oklahoma (embora a referência a uma proximidade do então Território Indígena não ser exata e as paisagens mostradas fossem da Califórnia, Novo México e Utah).

## Lista de episódios
1. Journey to a Hanging;
7 de setembro de 1967 (com John Saxon e Henry Silva)
2. The Legend of Jud Starr;
14 de setembro de 1967 (com Darren McGavin e Beau Bridges)
3. Broken Wing;
21 de setembrode 1967 (com Pat Hingle e Steve Forrest)
4. The Battleground;
28 de setembro de 1967 (com Telly Savalas e Warren Oates). Este episódio era para ser o piloto, e conta o início do trabalho de Crown como delegado.
5. The Hunted;
5 de outubro de 1967 (com David Carradine e James Gregory)
6. The Battle of Bloody Stones;
12 de outubro de 1967 (com Michael J. Pollard e Elisha Cook Jr.)
7. Whitey;
19 de outubro de 1967 
8. The Roarer;
2 de novembro de 1967 (com Richard Boone e Robert Duvall).  
9. The Search;
9 de novembro de 1967 (com Joseph Cotten e Jim Davis).
10. Till the End of the Night;
16 de novembro de 1967 (com Suzanne Pleshette)
11. The Beast That Walks Like a Man;
30 de novembro de 1967 (com Lola Albright e Leslie Nielsen)
12. Nobody;
7 de dezembro de 1967 (com Warren Oates voltando a interpretar o lunático "Mobeetie", que aparecera anteriormente)
13. The Last Wolf;
14 de dezembro de 1967 (com Albert Salmi e Denver Pyle)
14. The Deputy;
21 de dezembro de 1967 (com J.D. Cannon)
15. The Judgment;
4 de janeiro de 1968 (com James Stacy)
16. Fool's Gold;
11 de janeiro de 1968 (com Robert Lansing e Slim Pickens)
17. Heller;
18 de janeiro de 1968 (com Tuesday Weld)
18. Knife in the Darkness;
25 de janeiro de 1968 (com Tom Skeritt)
19. The Sound of A Drum;
1 de fevereiro de 1968 (com Steve Forrest, como o jovem irmão de Dana Andrews)
20. Big Jessie;
8 de fevereiro de 1968 (com Mariette Hartley)
21. The Blue Moon Train;
15 de fevereiro de 1968 (com Broderick Crawford e Don 'Red' Barry)
22. Without Honor;
29 de fevereiro de 1968 (com Andrew Duggan e Jon Voight)
23. The Greeners;
7 de março de 1968 (com Dub Taylor)